# Kościół Trójcy Świętej w Ulm
Kościół Trójcy Świętej w Ulm (niem. Dreifaltigkeitskirche) – zabytkowy kościół protestancki, znajdujący się na Starym Mieście w Ulm, zniszczony w 1944 (podczas alianckich bombardowań), odbudowany w 1982.
Świątynia jest prostym, z architektonicznego punktu widzenia, salowym domem modlitwy w stylu renesansowym. Zawiera gotyckie prezbiterium z wcześniejszego klasztoru, który stał dawniej na tym miejscu, a zbudowany został w latach 1284–1321. W budowlę wkomponowana jest wieża z cebulastym hełmem. Całość pochodzi z 1617. 
Bezpośrednio przed kościołem znajduje się ogród Josepha Fruttenbacha – geometryczne założenie z XVII wieku. 
Z obiektem związani byli Heinrich Suso (mistyk) i Felix Fabri (kronikarz).